# Kamel Madouri
Kamel Madouri (Téboursouk, 25 de enero de 1974)   es un político tunecino. Se desempeñó como primer ministro de Túnez desde el 7 de agosto de 2024 hasta el 20 de marzo de 2025.

## Biografía
Nació el 25 de enero de 1974 en Téboursouk. Es doctor en derecho comunitario y relaciones entre el Magreb y Europa y máster en ciencias jurídicas por la facultad de derecho, ciencias políticas y sociales de la Universidad de Cartago. Es egresado de la Escuela Nacional de Administración de Túnez y en 2015 del Instituto de Defensa Nacional.
Ha sido miembro del Consejo Nacional de Diálogo Social y Vicepresidente del Subcomité de Protección Social del mismo Consejo, así como miembro de los consejos directivos de varias instituciones nacionales, del Comité General de Seguros y de los consejos directivos de las tres cajas de seguridad social.
Antes de ser nombrado Ministro de Asuntos Sociales, fue presidente y director general de la Caisse Nationale d'Assurance Maladie (Caja Nacional de Seguros de Salud de Túnez) y, antes de eso, presidente y director general de la Caisse Nationale de Retraite et de Prévoyance Sociale (Caja Nacional de Pensiones y Seguros Sociales).  El 25 de mayo de 2024, fue nombrado como ministro de Asuntos Sociales.
El 7 de agosto de 2024, fue designado por el presidente Kais Saied para formar el nuevo gobierno del país. Reemplazó a Ahmed Hachani quien fue despedido ese día.
El 20 de marzo de 2025, Madouri fue destituido por Saied de sus funciones como primer ministro en medio de una grave crisis financiera en el país. Fue reemplazado por la ministra de Equipamiento y Vivienda, Sara Zaafarani.